# O Cavaleiro Negro
O Cavaleiro Negro é um filme mudo brasileiro do gênero drama, dirigido, roteirizado e produzido por Luiz de Barros, no ano de 1923. Produzido pelo estúdio Guanabara-Film, pertencente a Barros, a fita foi estrelada por Antônia Denegri e Álvaro Fonseca, além das participações de Manoel F. de Araújo, Francisco Pezzi, Alfredo Marzullo e Augusto Aníbal, sendo o filme de estreia do último. Seu lançamento ocorreu em 15 de janeiro de 1923, no Cine Central, localizado no Rio de Janeiro.
Assim como muitos filmes brasileiros, ao passar dos anos O Cavaleiro Negro caiu na obscuridade, sendo hoje considerado um filme perdido, pois todas as cópias do longa encontram-se desaparecidas.

## Sinopse
Luiz de Barros em seu livro "Minhas Memórias de Cineasta", lançado em 1978 pela editora Artenova, disponibiliza uma sinopse para o filme:
Vendo um cavaleiro negro, o mocinho Álvaro corre atrás dele. Na corrida o cavaleiro cai e ele tem a revelação de que se trata de uma moça. Os dois acabam se apaixonando.

## Elenco
- Álvaro Fonseca como Álvaro, o mocinho
- Antônia Denegri como Cavaleiro Negro
- Augusto Aníbal como Fazendeiro
- Manoel F. de Araújo como Chefe indiano
- Francisco Pezzi
- Alfredo Marzullo